# Oliefilter

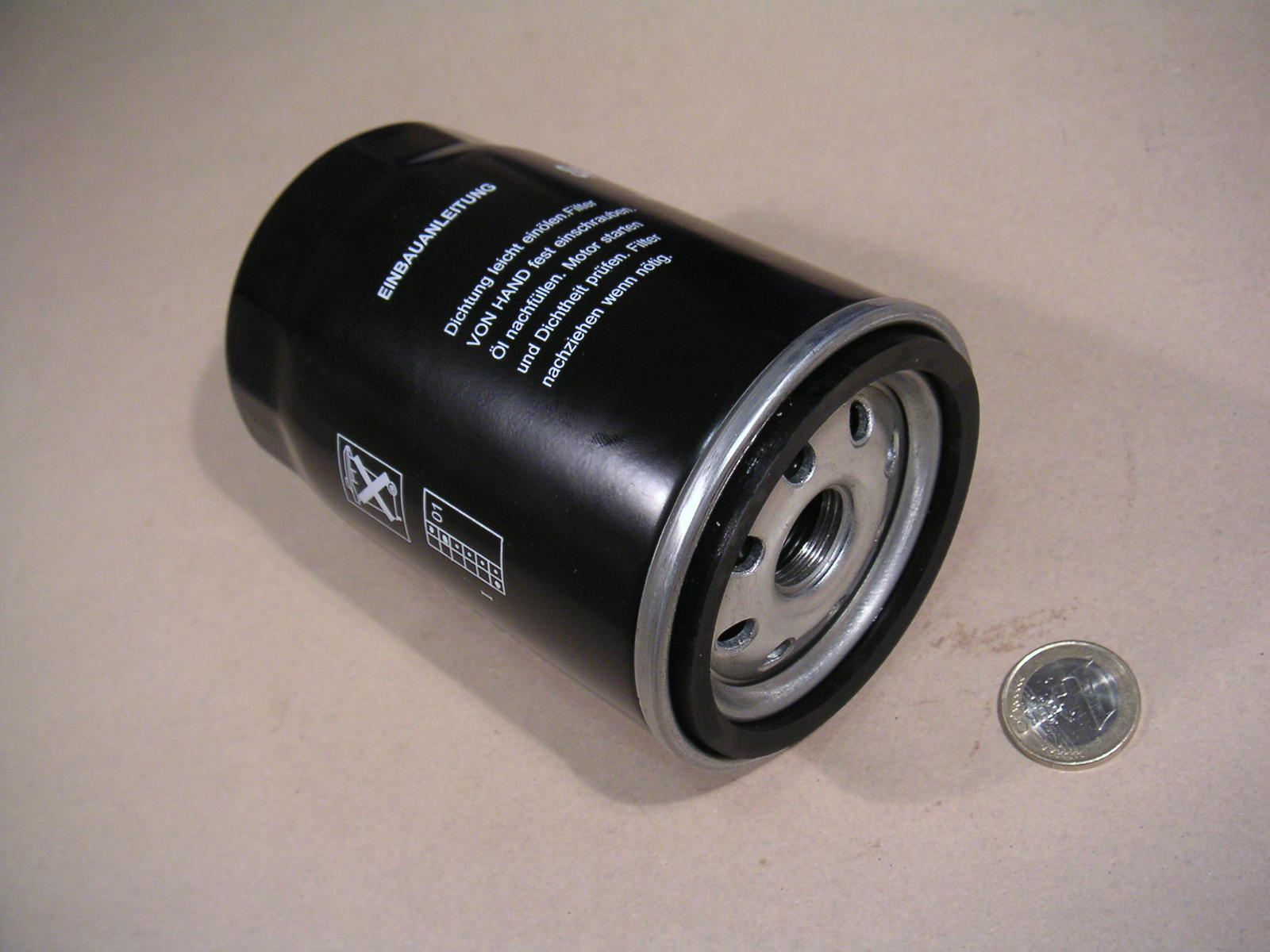
Oliefilter van een auto

Een oliefilter van een verbrandingsmotor is een filter om de smeerolie te zuiveren van vuil dat zich erin verzamelt. Het filter moet regelmatig vervangen worden. Voor automotoren gaat het om een periode van één jaar of een afgelegde afstand van 30.000 km.
Smeerolie wordt door een tandwielpomp uit het carter door het filter gepompt en gaat van daar naar de verschillende lagers in de motor waarna het weer in het carter terugloopt. Bij sommige motoren is achter het filter een oliekoeler gemonteerd. Het oliefilter is bevestigd aan de buitenzijde van de motor. Daardoor is het gemakkelijk te vervangen en wordt de olie gekoeld.
Een oliefilter filtert doorgaans de gehele oliestroom (een full flow filter). In oudere motoren werd soms een bypass filter gebruikt waarbij de oliestroom achter de pomp gesplitst werd en slechts een deel van de oliestroom door het filter liep, het overige ging (ongefilterd) naar de lagers, zie smeersysteem.
Als de olie erg smerig is, of als het filter lange tijd niet vervangen is, kan de druk in het filter te hoog worden. Er is een overdrukklep ingebouwd die open gaat bij te hoge druk, de olie wordt dan niet meer gefilterd.